# Villareggia
Villareggia là một đô thị ở tỉnh Torino trong vùng Piedmont, có vị trí cách khoảng 35 km về phía đông bắc của Torino, nước Ý. Tại thời điểm ngày 31 tháng 12 năm 2004, đô thị này có dân số 981 người và diện tích là 11,1 km².
Villareggia giáp các đô thị: Vische, Moncrivello, Mazzè, và Cigliano.